# Pettineo
Pettineo is een gemeente in de provincie Messina in de Italiaanse regio Sicilië. Het ligt 80 km ten oosten van Palermo en ca 110 km ten westen van Messina.
Op 1 januari 2005 had het een bevolking van 1.502. Pettineo heeft een oppervlakte van 30.5 km² en grenst aan de volgende gemeentes: Castel di Lucio, Mistretta, Motta d'Affermo, Reitano, San Mauro Castelverde en Tusa.

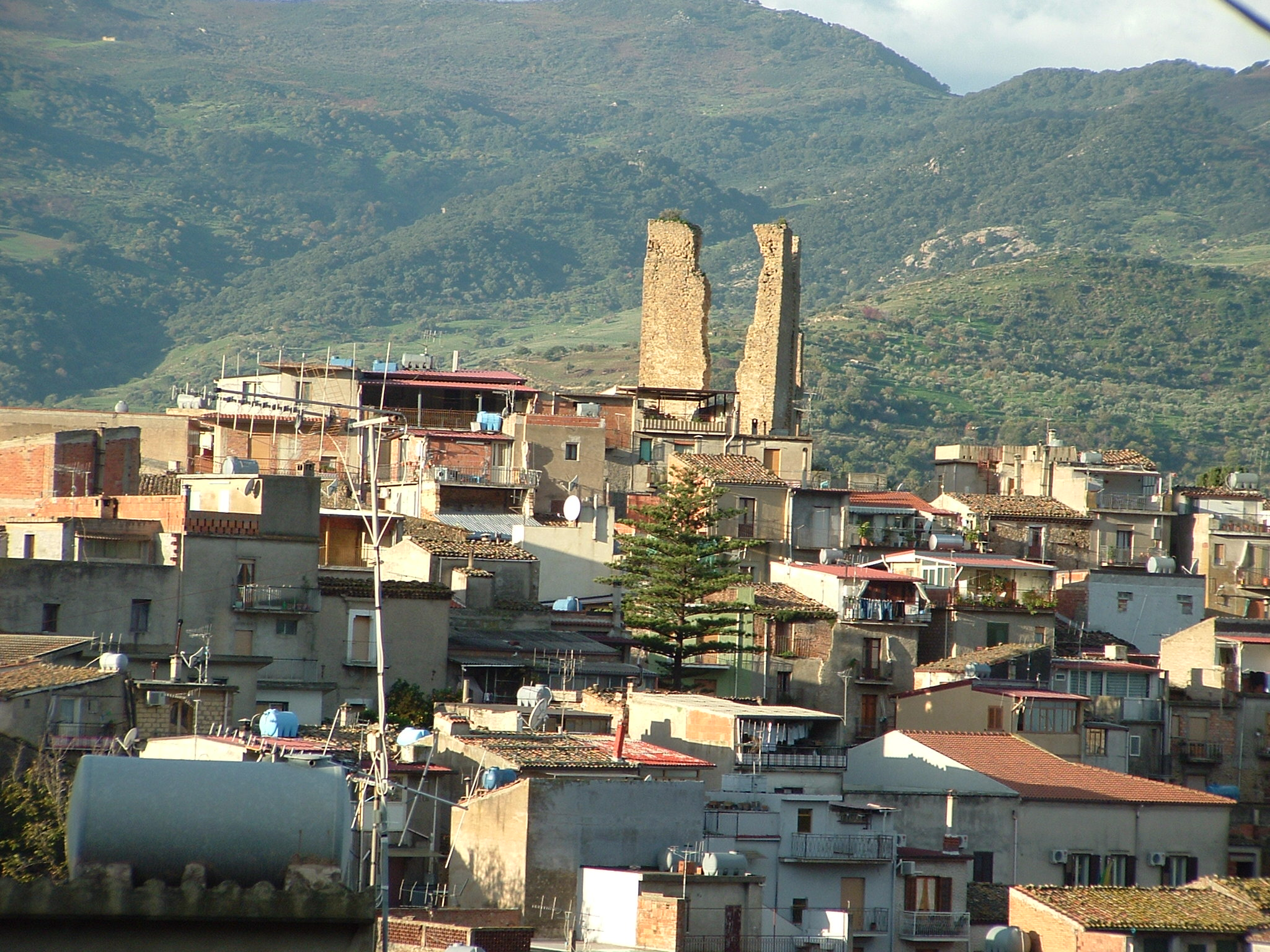
Pettineo
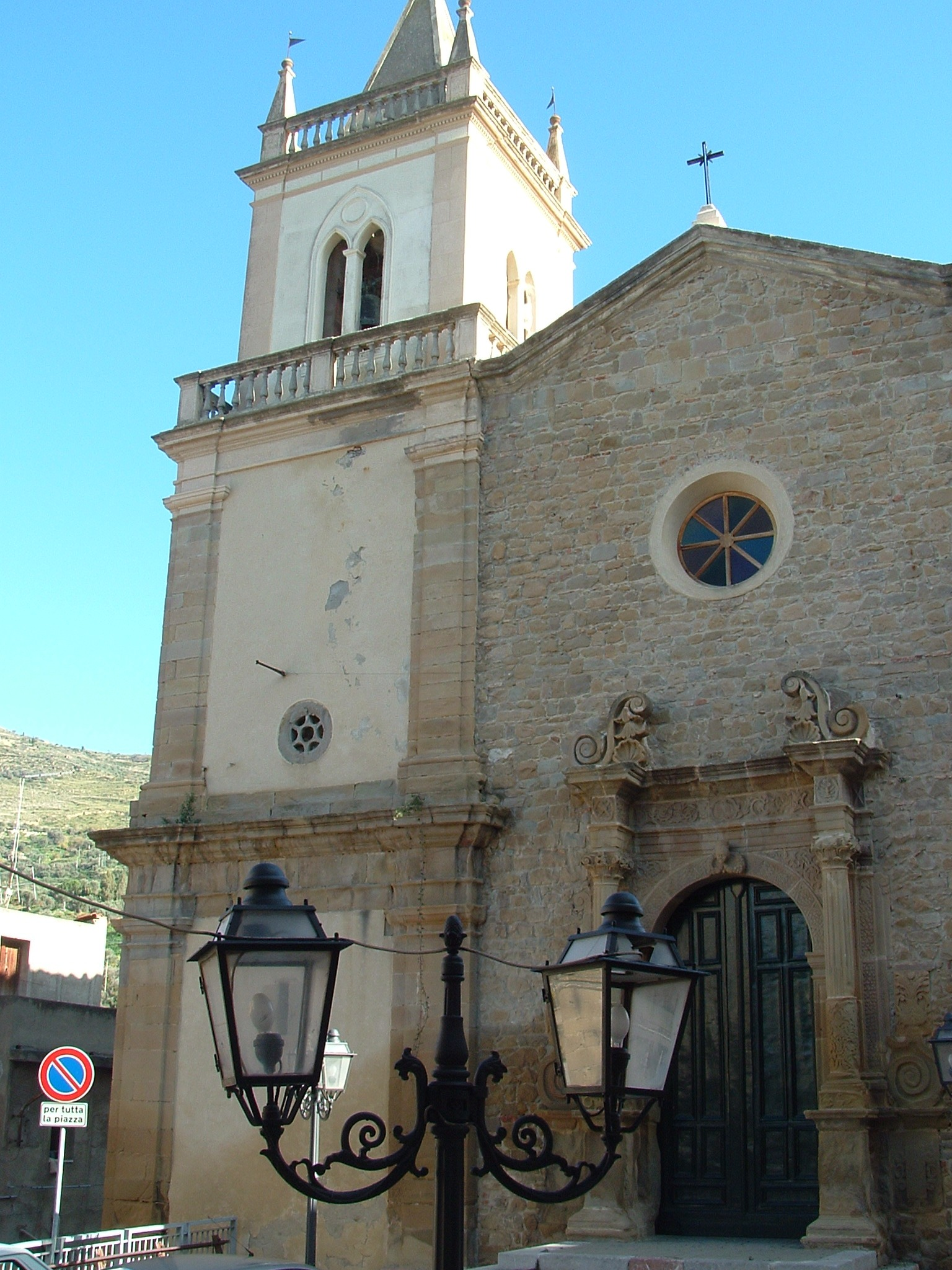
Kerk van Sant'Olivia